# Alessandro Annoni
Alessandro Annoni, cinquième comte de Cerro Pieve San Giulano, né à Milan en 1770, et mort à Milan le 13 septembre 1825) , est un homme politique italien                  

## Biographie

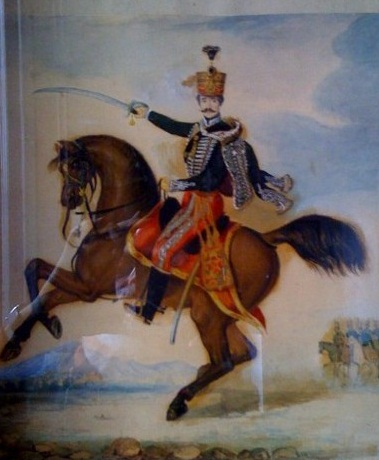
Alessandro Annoni en uniforme sur une miniature en céramique du début du XIXe siècle

Appartenant à une ancienne famille nobles de Milan, Alessandro Annoni était le fils unique du comte Giovanni Pietro et de son épouse, la noble génoise Giulia Pallavicino, des marquis de Perse. Il est né dans le palais milanais de la famille, Corso di Porta Romana . Par l'intermédiaire de l'arrière-grand-mère paternelle Teopista Mosca, il était lié au célèbre poète Giacomo Leopardi . 
Ayant repris les titres de noblesse de sa famille à la mort de son père, il est nommé en 1792 Chambellan de l'empereur en tant que duc de Milan. Plus tard, il faisait partie des nobles entrés dans l’administration de la République italienne sous l’égide du vice-président Francesco Melzi d’Eril au début du XIXe siècle. Riche propriétaire terrien du nouveau département d'Olona, il est devenu le représentant des propriétaires à la Consulte de Lyon. En 1804, il commença la construction d'une résidence monumentale et majestueuse à Cuggiono comme villa de campagne, et en confie le projet au célèbre architecte Léopold Pollack. En 1809, il reçut le titre de commandant de l'ordre de la Couronne de fer et fut chambellan du vice-roi Eugène de Beauharnais, qui le nomma comte du royaume d'Italie avec une lettre patente datée du 11 octobre 1810.  Il choisit comme maître de chapelle. le compositeur Bonifazio Asioli. En 1810, il racheta à l'Ospedale Maggiore de Milan les fermes de Chiappana et Chiappanella situées à Abbiategrasso. Après la chute du régime napoléonien, Alessandro est toujours resté fidèle à la cause bonapartiste mais pour reprendre possession de ses biens et de ses titres, il dut renoncer à la reconnaissance du titre de comte napoléonien et se soumettre à la restauration autrichienne. 
C'était un ami du chirurgien Pietro Moscati qui, à sa mort, lui a laissé la collection de ses "machines physiques". 
Souffrant d'érythème, d'épilepsie, ainsi que de problèmes circulatoires et cérébraux, il mourut à Milan le 13 septembre 1825 à 9 heures du matin. Les funérailles eurent lieu à la basilique San Nazaro de Brolo à Milan. 

## Mariage et enfants

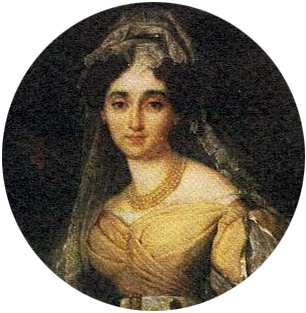
Donna Leopoldina Cicogna Mozzoni des Comtes Terdobbiate, lors de son deuxième mariage, elle a épousé le comte von Berg

Alessandro Annoni a épousé la comtesse Leopoldina Cicogna Mozzoni à Milan le 7 juillet 1803, qui fut aussi une dame de compagnie de la vice-reine Augusta. C'était la fille du comte Francesco Leopoldo Cicogna Mozzoni et de la noble dame Teresa Marliani. 
Le couple n'a eu qu'un seul enfant Francesco (1804-1872), marié à Chiara Severino Longo. Il était général de la période du Risorgimento. 
À la mort d'Alessandro Annoni, sa femme s'est remariée avec le comte Friedrich Wilhelm von Berg, un général au service de l'empire russe, dont elle n'aura cependant pas d'enfants. 

## Distinctions
| Commendatore dell'Ordine della Corona Ferrea - nastrino per uniforme ordinaria | Commandeur de l'Ordre de la Couronne de fer |

## Héraldique
| Emblème | Description                                                         | Blason |
|         | Alessandro Annoni Conte (1796-1810; 1815-1825)                      | D'or au château de rouge, soutenant une colombe argentée; avec la tête d'or, chargé d'un aigle noir, couronné du champ. Couronne du compte.                                              |
|         | Alessandro Annoni Comte du Royaume d'Italie napoléonien (1810-1815) | D'or au château de rouge, , soutenant une colombe argentée; avec la tête d'or, chargé d'un aigle noir, couronné du champ. Ornements extérieurs du comte du royaume d'Italie napoléonien. |

## notes
1. ↑  Vincenzo Zambelli, Infiammazione di tutta la sostanza cerebrale, e scirro de' lobetti anteriori del cervello in Giornale critico di medicina analitica a cura di Giovanni Strambio, Milano, 1826